# Včelařský skanzen v Humpolci
Včelařský skanzen v Humpolci je skanzen a muzeum v Humpolci, je zaměřeno na včelařství. Muzeum je umístěno v tzv. včelařském domě na Dolním náměstí čp. 254, založeno bylo v roce 2007 a je zřizováno městem Humpolec.

## Historie
Muzeum bylo založeno v rámci oslav 100 let od počátku organizovaného včelařského hnutí v Humpolci v září 2007. V roce 2012 byl skanzen oceněn v rámci soutěže pořádané agenturou CzechTourism Cena Kudy z nudy 2011.

## Expozice
Skanzen je rozdělen do dvou částí, ve venkovní části jsou vystaveny různé typy úlů, dohromady je vystaveno 36 úlů. Jsou vystaveny různé typy, např. klát, tzv. budečák či moderní nástavkové úly, vystaveny jsou i zahraniční úly, jako např. malované úly z roku 1928 ze Zakarpatské Ukrajiny. 
Ve vnitřní části jsou vystaveny např. dřevěné a plechové medomety, včelařské pomůcky jako jsou kuřáky, plemenáče, oplodňováčky, klícky a další pomůcky. Součástí výstavy jsou i panely s fotografiemi ze zájezdů místního včelařského spolku, fotografie členů místního sdružení, kopie dokumentů z historie místního včelařství. V místnosti je nakreslen úl v nadživotní velikosti. Vystaveny jsou také produkty včl jako např. med, vosk, propolis a také medovina. Lze také vyhledat údaje z historie místního spolku včelařů.